# Moving Picture Experts Group

MPEG logó

A Moving Picture Experts Group (magyarul: mozgóképszakértők csoportja, röviden MPEG), egy elterjedt videotömörítési szabvány család. Ez a csoport dolgozta ki az MPEG-1 és MPEG-2 szabványokat is.

## MPEG formátumok
A következő formátumokat szabványosították. Minden H.26x szabvány egyben ITU szabvány is.
| Név           | Megjelenési idő | Megjegyzés |
| H.261         | 1990            | Az ITU-T video-tömörítési szabványa, videótelefon és videokonferencia alkalmazásokhoz. |
| MPEG-1        | 1993            | Progresszív többréteges video-formátum. Többek között a Video-CDk használják. Az audio részhez tartozik a népszerű MP3 formátum (MPEG-1 Layer 3). |
| MPEG-2        | 1994/95         | Video és hangformátumok TV minőségben. Felhasználják DVD-videókhoz és DVB -hez. |
| H.262         |                 | Az MPEG-2 video-val megegyező tartalmú ITU-T szabvány. |
| H.263         | 1995/96         | |
| H.263plus     | 1997/98         | |
| H.263plusplus | 2000            | |
| MPEG-3        |                 | Bár elegendő lett volna az MPEG-2-t kiszélesíteni ahhoz, hogy HDTV szabvánnyá válhasson, az MPEG-3 soha nem jött létre. |
| MPEG-4        | 1998/99/00/01   | A szabvány első változata 1998/99-ben jött ki, ezután az 1999/00-es változat, majd a 2001-es. MPEG-4 többek között egy komplikált QuickTime-szerű konténerformátumot ír le, egy 3D nyelvhez hasonlóan VRML, és nem szögletes video-objektumokat. A video-tömörítést időközben javították. Támogatja a Digital Rights Management-et is. |
| H.264         | 2002            | Az ITU hivatalos megnevezése, vagy MPEG-4 10. rész (hivatalos MPEG név) ISO/IEC 14496-10 AVC. használatos rá a H.26L név is, a JVT munkája vagy "JVT CODEC", Advanced Video Code (AVC), JM2.x, JM3.x és JM4.x szintén. |
| MPEG-7        |                 | Multimédia tartalmakat leíró szabvány. |
| MPEG-21       |                 | Un. "Multimedia Framework". |

MPEG csak a bitfolyamot és a dekódolót szabványosítja, a kódolót nem, hogy a hatásosság növelése lehetséges maradjon. Azonban mintaimplementációkat tartalmaz, amelyek sem nem túl gyorsak, sem nem túl hatásosak, ezért a legtöbb MPEG kódolót alapból kell újra implementálni.